# In Search of Sunrise 6: Ibiza
Az In Search of Sunrise 6: Ibiza, a holland lemezlovas, Tiësto hatodik lemeze az In Search of Sunrise sorozatból. Az album  2007. szeptember 7-én jelent meg Hollandiában, és október 16-án az Amerikai Egyesült Államokban.

## Dallista

### Első lemez
1. Es Vedrá – "Hacienda"
2. Glenn Morrison – "Contact"
3. Andy Duguid featuring Leah – "Don't Belong"
4. Solaris Heights – "Vice" [Sydenham Dub]
5. Global Experience – "Madras"
6. Leonid Rudenko – "Summerfish" [Scandall Sunset On Ibiza Mix]
7. Clear View featuring Jessica – "Tell Me"
8. The Veil Kings – "Searching For Truth"
9. Ohmna – "The Sun'll Shine" [Sunrise Mix]
10. Moonbeam – "See The Difference Inside" [Inside Mix]
11. Allure featuring Julie Thompson – "Somewhere Inside Of Me"
12. Taxigirl – "High Glow"
13. Reeves featuring Alanah – "Lonely"
14. Imogen Heap – "Hide & Seek" [Tiësto's In Search Of Sunrise Remix]

### Második lemez
1. Steve Forte Rio – "A New Dawn"
2. Nic Chagall – "What You Need" [NC's In Love With Prog Mix]
3. Marc Marzenit – "Trozitos de Navidad" [Primavera Remix]
4. John Dahlbäck – "Don't Speak"
5. Deadmau5 – "Arguru"
6. First State featuring Anita Kelsey – "Falling"
7. Jonas Steur featuring Jennifer Rene – "Fall To Pieces"
8. JES – "Imagination" [Tiësto Remix]
9. Tom Cloud – "Mercury Room"
10. Marcus Schossow – "Chase My Rabbit"
11. Maor Levi – "Reflect"
12. Progression – "Different Day, Different Light"
13. Jedidja – "Dancing Water"
14. D'Alt Vila – "Breathing"